# Cetrimoni chloride
Cetrimoni chloride, hoặc cetyltrimetylamoni chloride (CTAC), là một chất khử trùng và chất hoạt động bề mặt. Nó cũng thường được sử dụng trong chất dưỡng tóc và dầu gội đầu, như một tác nhân điều hòa.